# باسيفيك بيرنج
باسيفيك بيرنج هي شركة صناعية امريكية، تصنع المطابع والمحامل.

## التاريخ
تم تأسيس الشركة في ديسمبر 1962 في روكفورد، إلينوي، قبل تغيير اسمها إلى بريماك (Premac Inc) في عام 1963.
اشترت الشركة أصول متجر الآلات الدقيقة  من قسم Globe Imperial التابع لشركة Harsco Corporation ، التي كانت في منطقة روكفورد منذ أربعينيات القرن الماضي. 
كانت الشركة تصنع الكرات الصمامة خلال الستينيات والسبعينيات، ثم توسعت في صنع لوحات انزلاقية وأجزاء مُشغلة بعقد لشركات كبيرة في الغرب الأوسط، بما في ذلك Caterpillar و John Deere و International Harvester و Kendon Exeter وJI Case .
تم شراء Premac من قبل عائلة شرودر في عام 1981 حيث كانت على وشك الإفلاس بحلول عام 1982، ويرجع ذلك أساسًا إلى نقص الطلب. 
قام المالك، روبرت شرودر، باعادة تأسيس الشركة تحت اشم «باسيفيك بيرنج» في عام 1983 في محاولة لفصل العمل عن «رست بلت»  وتم إنشاء شركة Pacific Bearing في الأصل كشركة مبيعات لشركة Premac ، ولكن تم دمج الشركتين رسميًا في عام 1985.
وخلال الثمانينيات، حولت الشركة التركيز من تصنيع المعادن إلى تصنيع المحامل.  كان أول منتج لها هو خط من محامل التشحيم الذاتي. 
قامت الشركة أيضًا بتصنيع البطانات، ومحامل الدفع، وألواح التزلج، واستمرت في إنتاج أجزاء مخصصة.
بحلول نهاية القرن، كان لدى Pacific Bearing اتفاقيات تجارية متبادلة مع الشركات المصنعة في اليابان وأوروبا، وتوسيع نطاق المنتجات التي يمكن أن تقدمها وفتح أسواق جديدة لمنتجاتها الخاصة في الخارج.
 غيرت الشركة الأسماء مرة أخرى في عام 2008، لتصبح"PBC Linear" تزامن تغيير الاسم هذا مع افتتاح مكتب أوروبي تحت اسم "PBC Lineartechnik GmbH". في عام 2009 .

## المنتجات

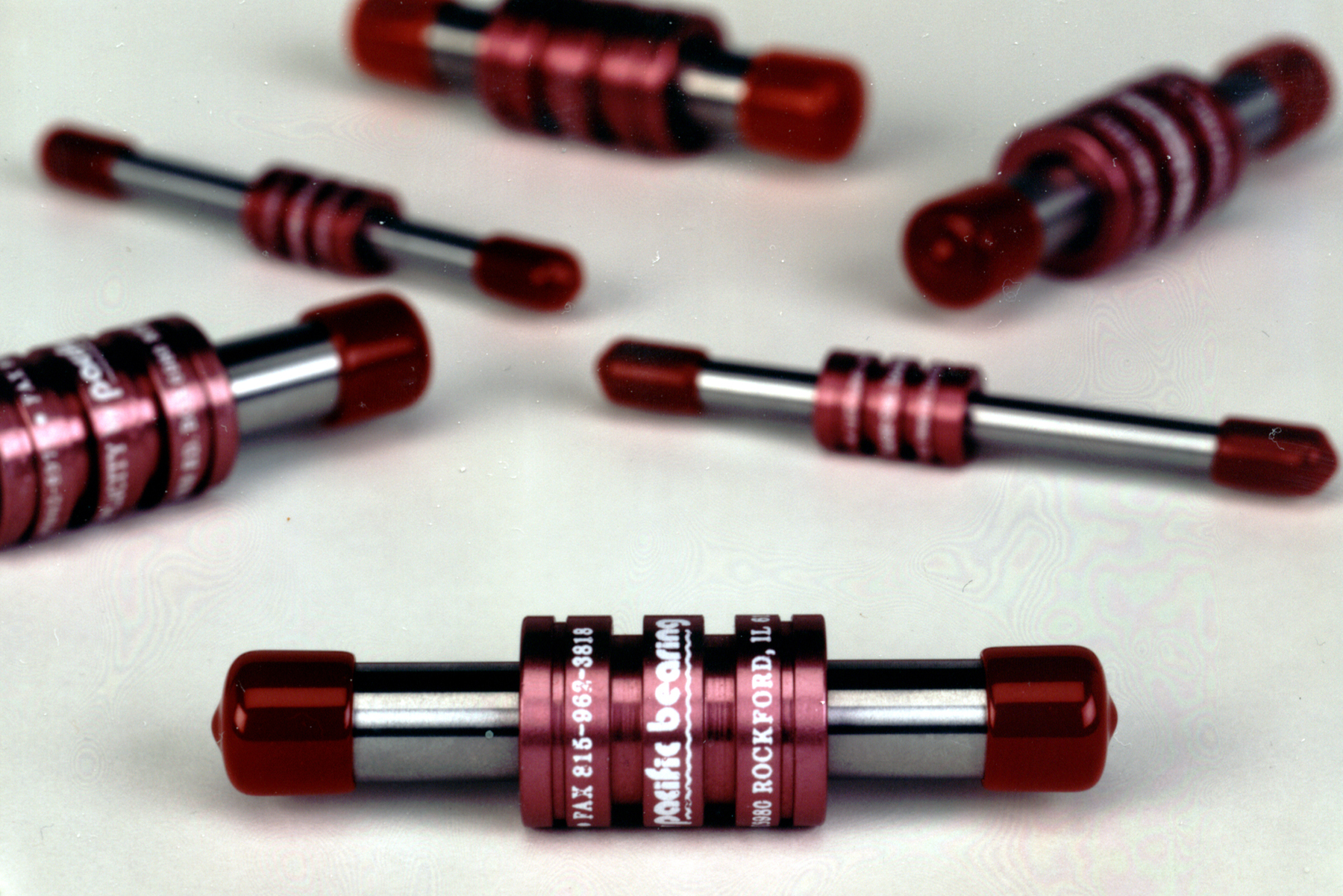
صورة محامل احمر اللون

قامت الشركة بتصنيع الصمامات الكروية وأجزاء العقد للصناعات الثقيلة. قبل 1980 كان التركيز على إنتاج البطانات و محامل السرج للمضخات الهيدروليكية.
تمتلك الشركة براءات اختراع متعددة. بحلول عام 2019، اشتملت منتجاتها على أدلة خطية، ومشغلات خطية، وسكك، وبطانات، وعدة أنواع من المحامل.